# Regawski

Herb Regawski I

Herb Regawski odmienny

Regawski (Regawski-Tetzlaf, Tetzlaff-Regawski, Tetzlaff) – kaszubski herb szlachecki.

## Opis herbu
Herb znany był przynajmniej w dwóch wariantach. Opisy z wykorzystaniem zasad blazonowania, zaproponowanych przez Alfreda Znamierowskiego:
Regawski (Regawski-Tetzlaf, Tetzlaff-Regawski, Tetzlaff): W polu złotym na wodzie srebrnej z falami błękitnymi mogiła czerwona (lub srebrna) z zaćwiczonym krzyżem ćwiekowym czarnym. Klejnot: nad hełmem w koronie pół lwa złotego, wspiętego, patrzącego wprost, trzymającego w prawej łapie miecz. Labry czerwone, podbite złotem.
Regawski odmienny (Regawski-Tetzlaf): Inne barwy: woda błękitna, fale srebrne, mogiła srebrna, stoi dodatkowo na lądzie zielonym, trawiastym, który wynurza się z wody. Labry o wierzchu błękitnym.

## Najwcześniejsze wzmianki
Wariant podstawowy znany z herbarzy: Ledebura (Adelslexikon der preussichen Monarchie von), Nowy Siebmacher, Żernickiego (Der ponische Adel, Die polnischen Stamwappen) i Ostrowskiego (Księga herbowa rodów polskich). Wariant odmienny opisany słownie przez Ledebura.

## Rodzina Regawskich
Mało znana rodzina szlachecka rzekomo pierwotnie o nazwisku Rekowski (od Rekowa), następnie zniekształconym. Nazwisko Regawski miało być znane od 1600 i występowało od początku z przydomkiem Tetzlaff. Ten z kolei ma pochodzić od zniemczonego słowiańskiego imienia Ciesław. Rodzina ta jest wedle Ledebura wygasła i miała posiadać w przeszłości majątki w Rowach i Rekowie. W XIX wieku nie było już ich w Rowach, chociaż mieli dziedziczyć w Prusach Zachodnich. Ta ostatnia informacja dotyczy prawdopodobnie pojedynczego nazwiska Tetzlaff (Tetzłaff, Tetzław), które zresztą występuje na Pomorzu do dzisiaj.

## Herbowni
Regawski (być może Rekowski) także z przydomkiem Tetzlaff (Tetzłaff, Tetzław).